# Retorta (wypał)

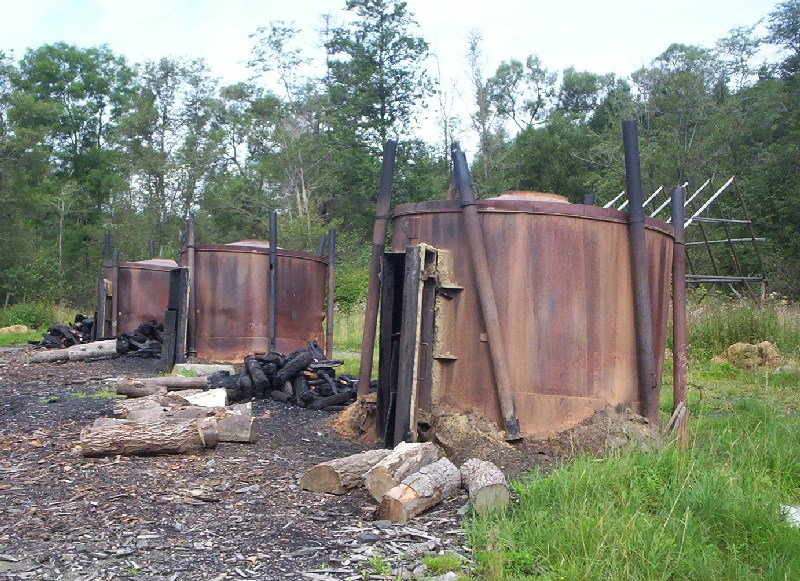
Współczesne retorty do wypalania węgla drzewnego

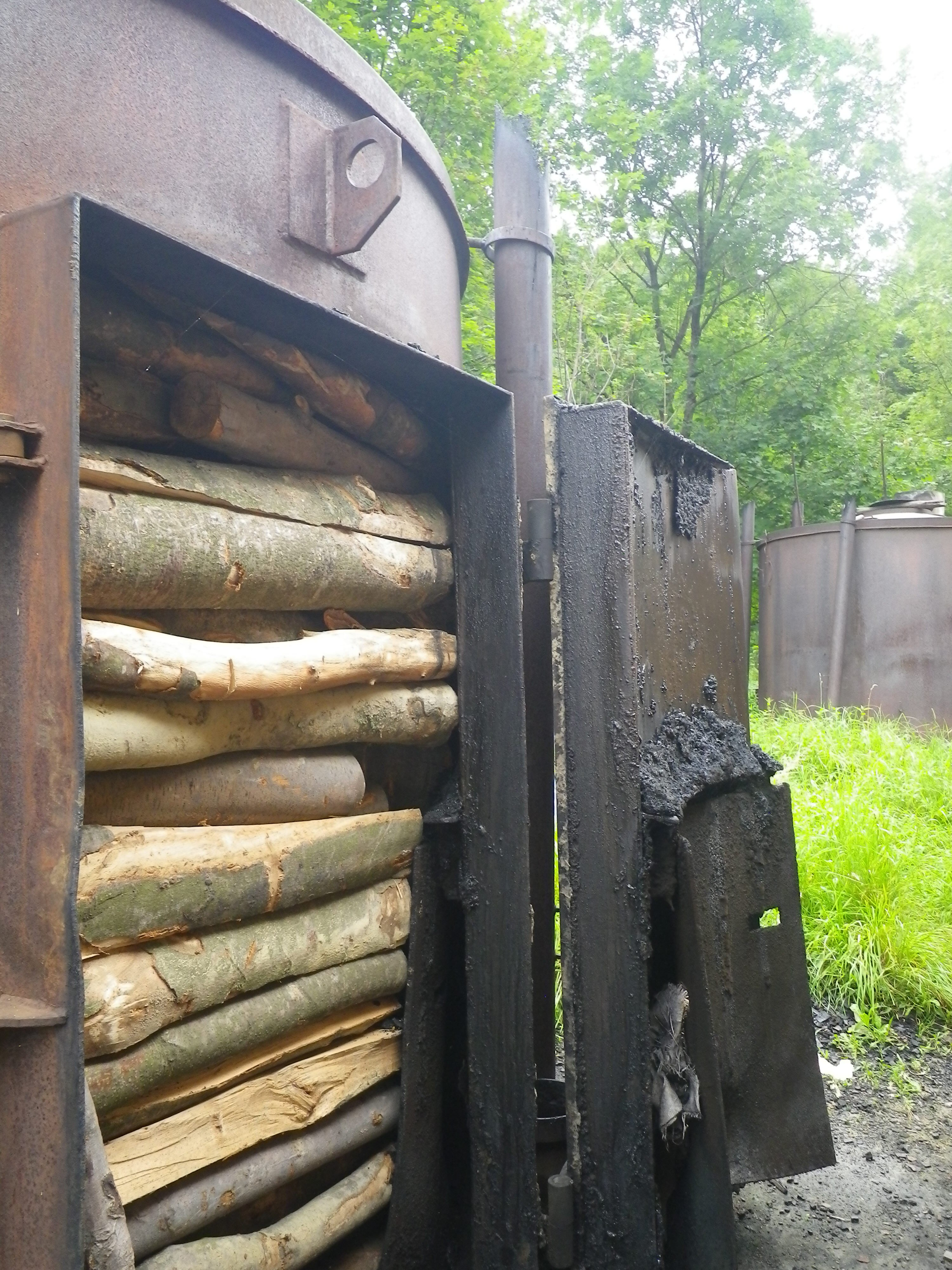
Metoda układania drewna w retorcie

Retorta – duży, stalowy piec służący do wypalania węgla drzewnego w warunkach leśnych.
Technologia zwęglania w stalowych retortach została opracowana w 1980 roku w Instytucie Użytkowania Lasu i Inżynierii Leśnej Szkoły Głównej Gospodarstwa Wiejskiego w Warszawie na zlecenie Zjednoczenia Produkcji Leśnej „Las” – wcześniej do pozyskiwania węgla używano głównie mielerzy.
Do wypalania stosuje się przede wszystkim drewno bukowe, choć można użyć także innych gatunków liściastych. Nie należy jednak ich mieszać ze względu na różne tempo zwęglania. Pełny cykl wypału w retorcie trwa około trzech dni: jeden dzień na wybieranie węgla i załadowanie drewna na kolejny wypał, jeden dzień na wypalanie oraz jeden dzień na stygnięcie retorty.
Retorty są charakterystyczne dla Bieszczadów, współcześnie jednak odchodzi się od tego sposobu wypalania węgla na rzecz nowszych technologii. Pod koniec lat 90. XX wieku w Bieszczadach znajdowały się 53 bazy wypału węgla, w których w sumie pracowało prawie 600 retort. W roku 2017 działało już tylko 11 baz z 84 retortami. Te, które wciąż działają są popularną atrakcją turystyczną.

## Retorty w Bieszczadach

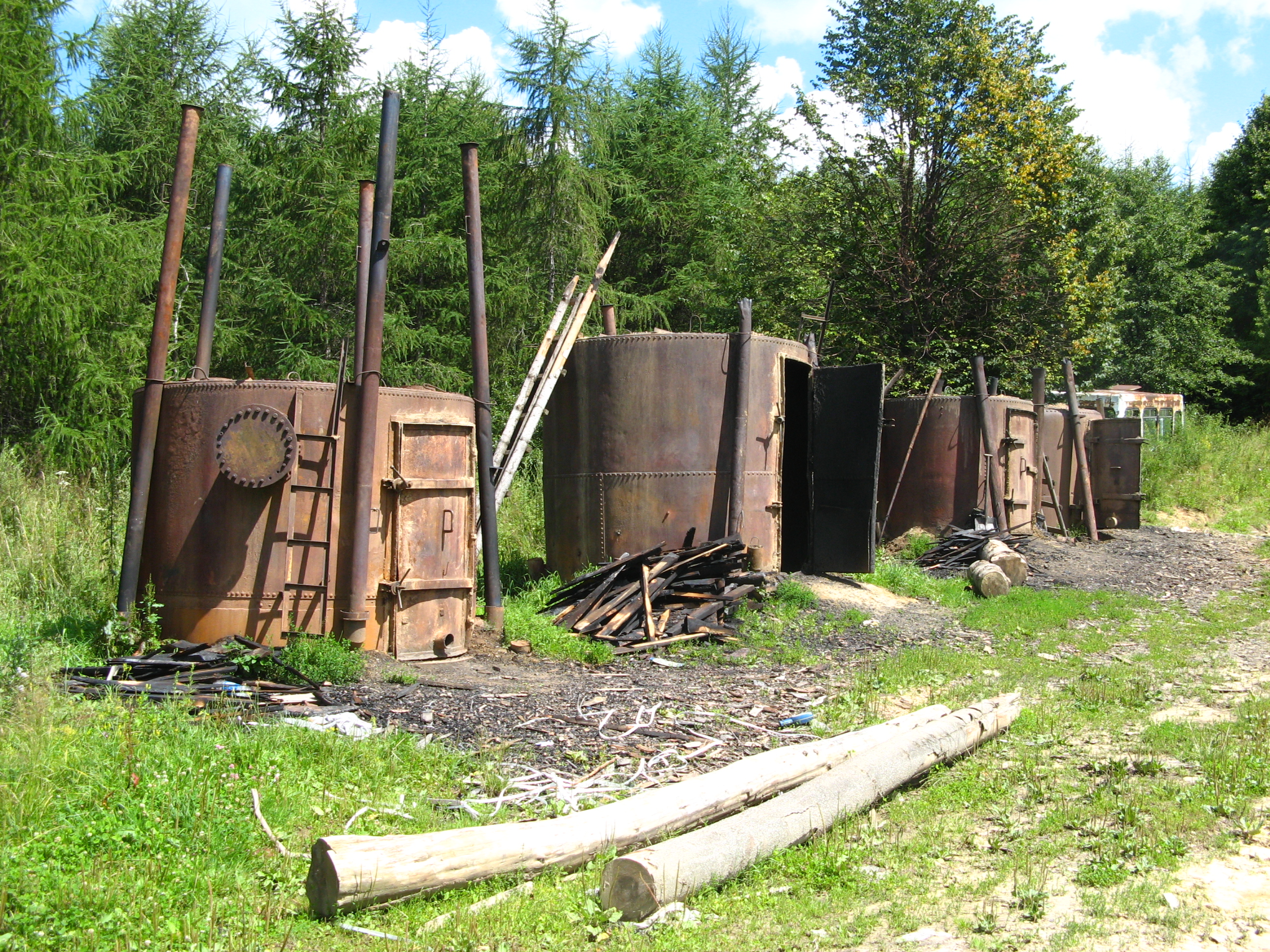
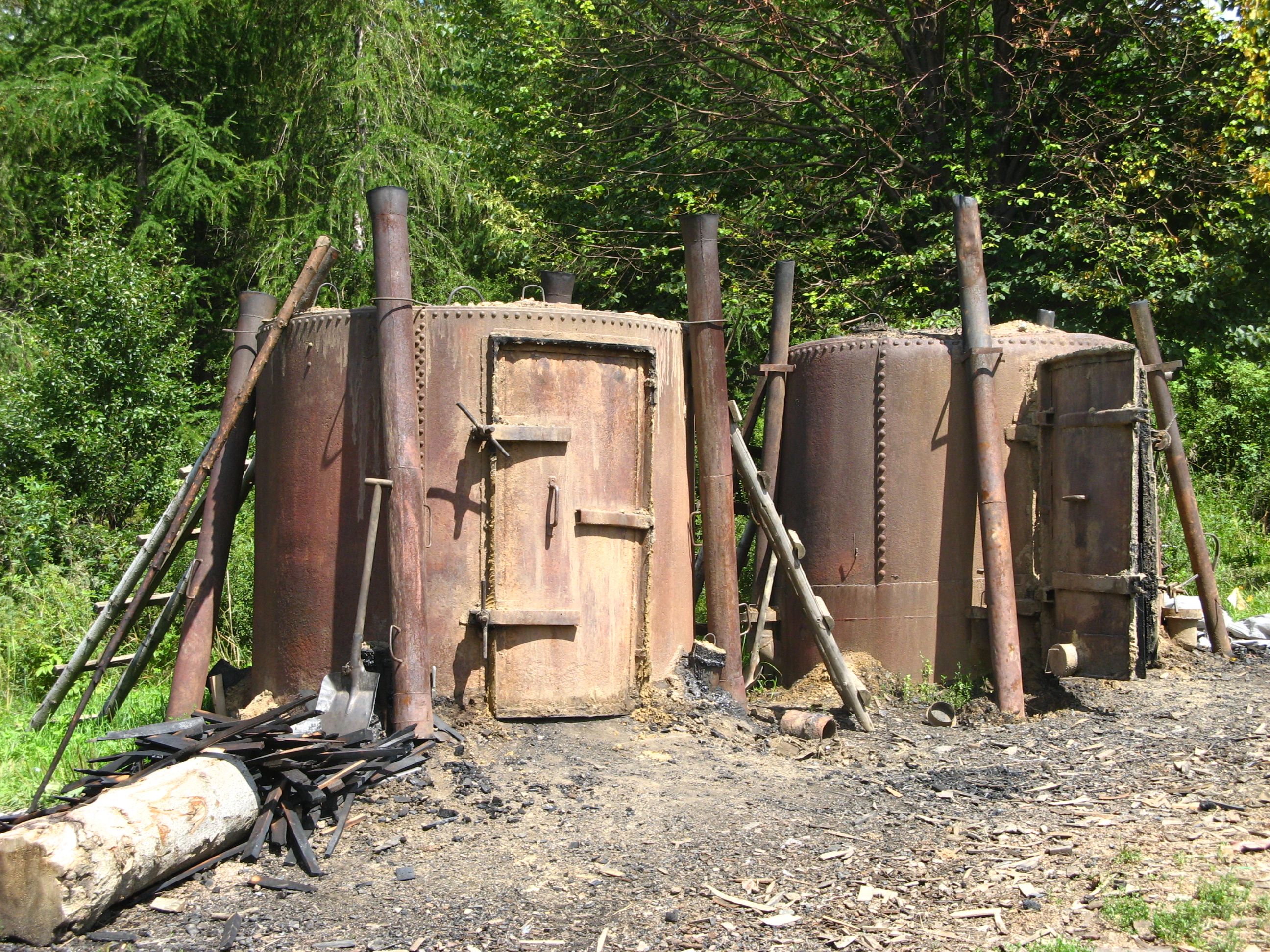
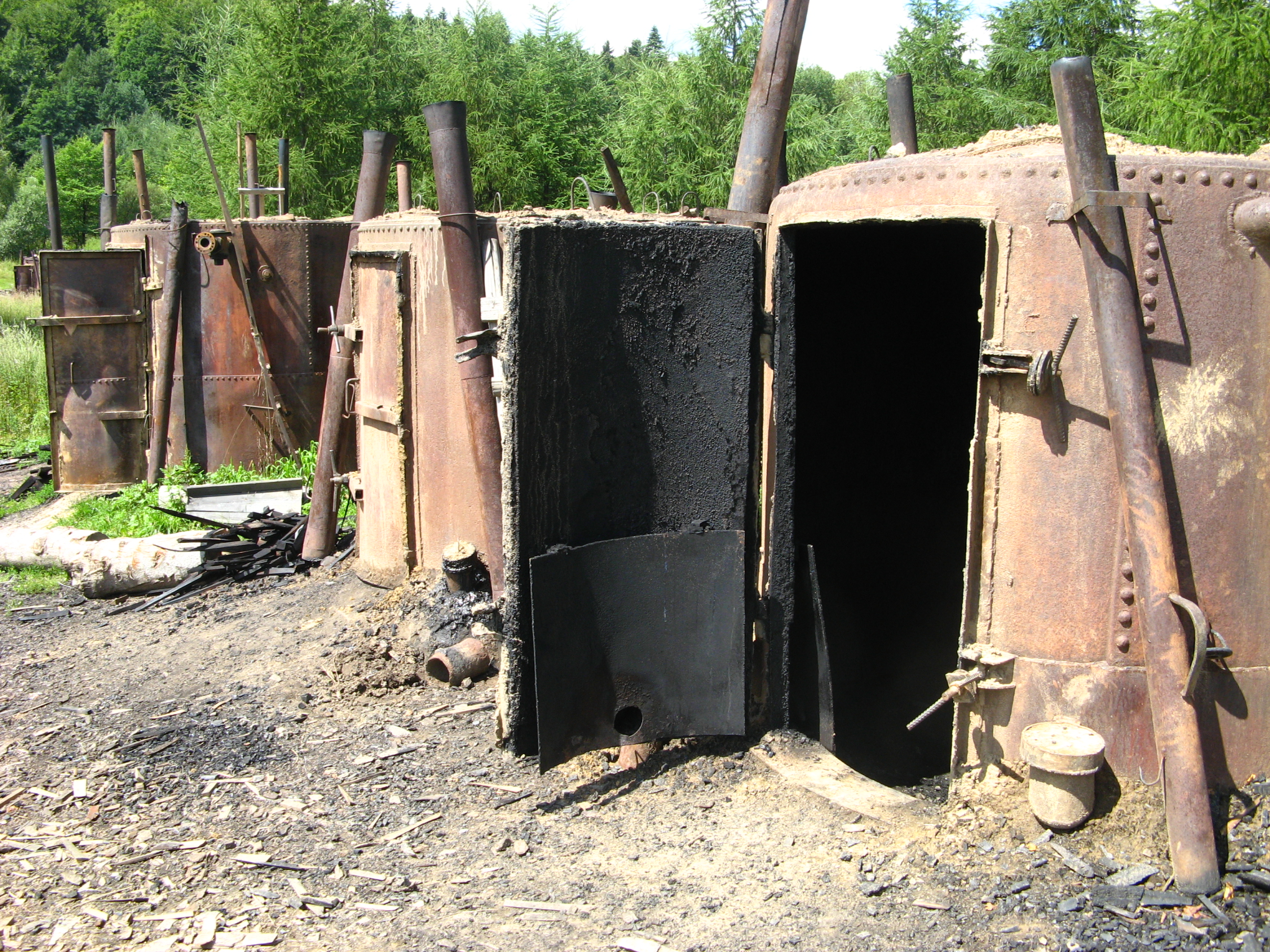
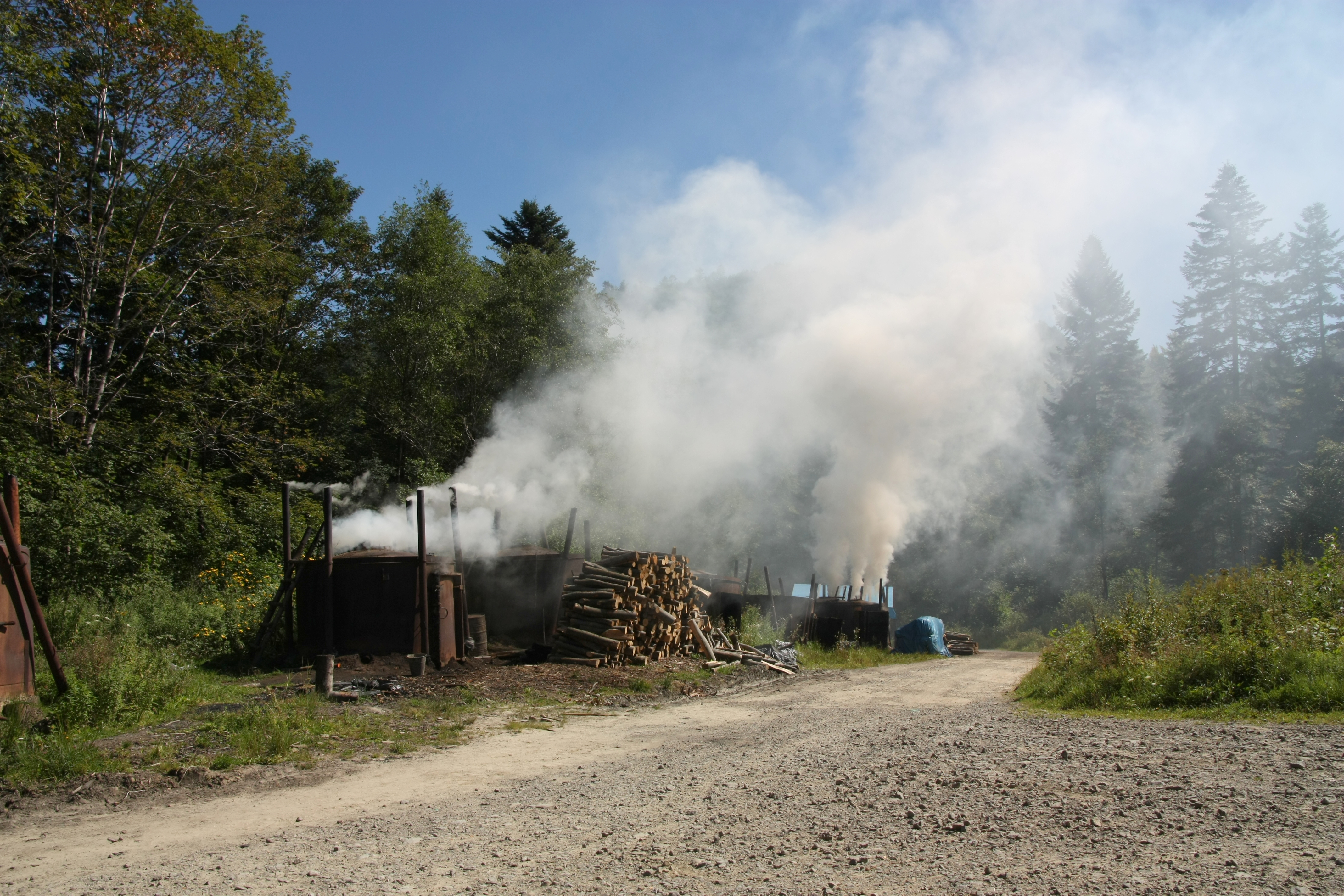
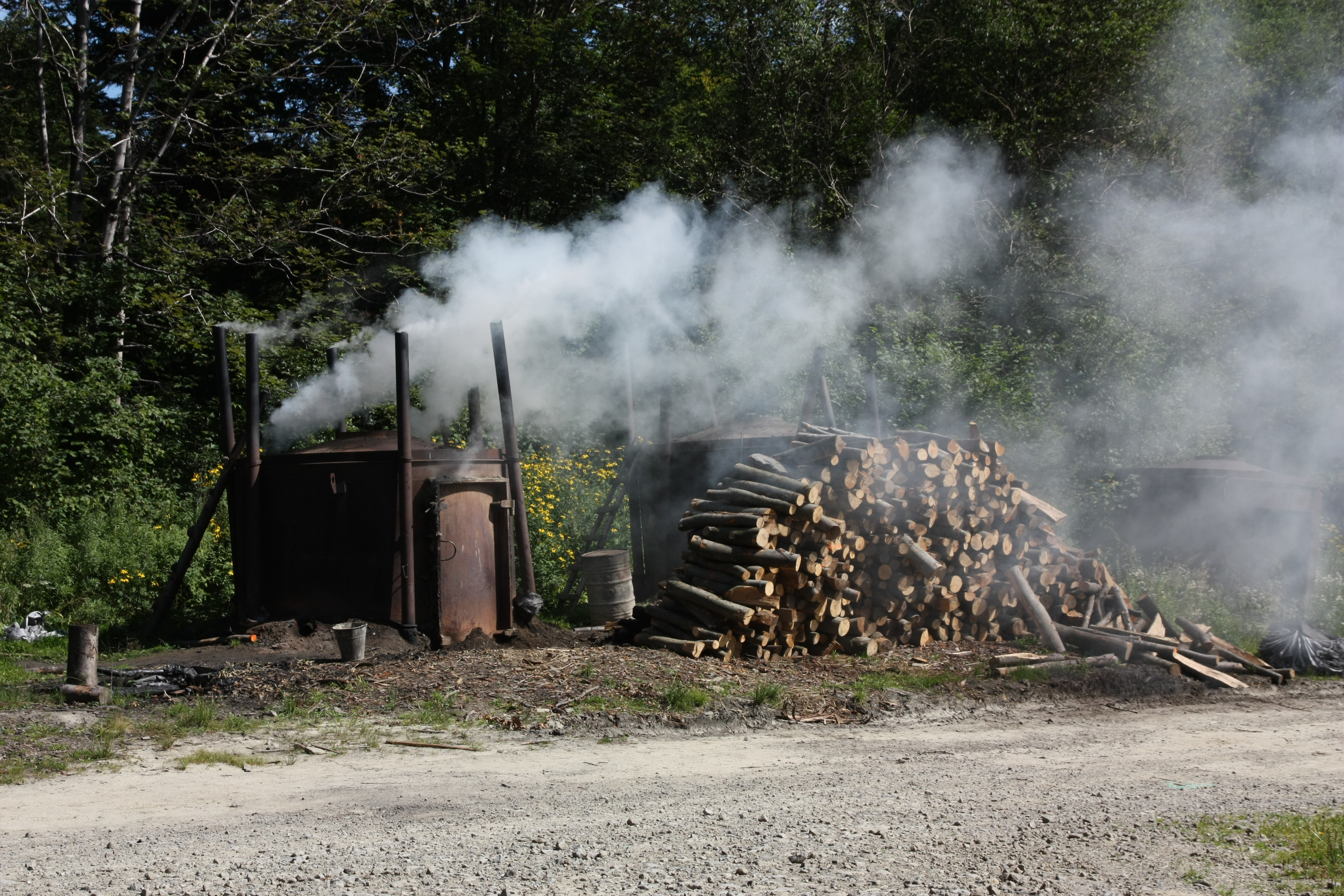